# 科捷利瓦河
科捷利瓦河（羅馬化：Kotelva）是烏克蘭的河流，位於該國東部，流經哈爾科夫州和波爾塔瓦州，屬於沃爾斯克拉河的支流，發源自帕爾霍米夫卡，河道全長31公里，流域面積497平方公里。